# Phradis caudator
Phradis caudator là một loài tò vò trong họ Ichneumonidae.